# ちきちきこうじぃこうなぁず ファンクラブ版
『ちきちきこうじぃこうなぁず ファンクラブ版』は、笠浩二が2000年にリリースしたファンクラブ限定アルバムのタイトルである。

## 解説
- 笠浩二のファンクラブ限定販売
- 収録曲全てが笠浩二が過去に在籍してた『C-C-B』の楽曲となっている。

## 収録曲
| #  | タイトル                 | 作詞     | 作曲     |
| -- | ------------------------ | -------- | -------- |
| 1. | 「スワンの城」           | 松本隆   | 筒美京平 |
| 2. | 「流星のラスト・デート」 | 関口誠人 | 関口誠人 |
| 3. | 「プリマドンナ」         | 松本隆   | 笠浩二   |
| 4. | 「'Helter Skelter」      | 川村真澄 | 笠浩二   |
| 5. | 「2 Much, I Love U.」    | 松本隆   | 筒美京平 |

## 楽曲解説
1. スワンの城
  - シングル『元気なブロークン・ハート』収録
2. 流星のラスト・デート
  - アルバム『冒険のススメ』収録
3. プリマドンナ
  - アルバム『走れ☆バンドマン』収録
4. Helter Skelter
  - アルバム『信じていれば』収録
5. 2 Much, I Love U.
  - シングル『2 Much,I Love U.』収録